# Креспьятика
Креспьятика (итал. Crespiatica) — коммуна в Италии, располагается в регионе Ломбардия, подчиняется административному центру Лоди.
Население составляет 1563 человека, плотность населения составляет 223 чел./км². Занимает площадь 7 км². Почтовый индекс — 20070. Телефонный код — 0371.
Покровителем коммуны почитается святой апостол Андрей, празднование 30 ноября.